# دن فوترمن
دن فوترمن (انگلیسی: Dan Futterman؛ زادهٔ ۸ ژوئن ۱۹۶۷) یک هنرپیشه و فیلم‌نامه‌نویس اهل ایالات متحده آمریکا است.
از فیلم‌ها یا برنامه‌های تلویزیونی که وی در آن نقش داشته‌است می‌توان به کافی، فیشر شاه، قلب قدرتمند، قفس پرنده، قاضی امی، فوت کرد و تیراندازی ماهی اشاره کرد.